# Tatiane Raquel da Silva
Tatiane Raquel da Silva, född 10 juni 1990, är en friidrottare från Brasilien. Hon deltog vid olympiska sommarspelen 2020.